# Marinearsenal
Ein Marinearsenal oder Marinewerft ist eine militärische Einrichtung mit zur Wartung, Reparatur und Ausrüstung von Kriegsschiffen und den zugehörigen Waffensystemen, Geräten und Maschinen erforderlichen Anlagen, Werkstätten, Magazinen und Lagerhallen. Zu großen Marinearsenalen gehören auch Dockanlagen zum Bau und zur Reparatur von Schiffen und Booten.

## Beispiele
Wichtige und bekannte Marinearsenale sind bzw. waren:
- Arsenal (Venedig), Republik Venedig
- Drassanes Reials de Barcelona, Königreich Aragón
- Marinearsenal (Deutschland), mit den Arsenalbetrieben in Wilhelmshaven, Kiel und Rostock Deutsche Marine
- Marinearsenal Pola, Österreichische Marine
- Marinearsenal La Spezia, Italienische Marine
- Marinearsenal Tarent, Italienische Marine
- Arsenal de Brest, Französische Marine
- Arsenal de Rochefort, Französische Marine
- Arsenal de Toulon, Französische Marine
- Portsmouth (Marinebasis), Britische Marine
- Chatham Dockyard, Britische Marine
- Marinewerft Kure, Kaiserlich Japanische Marine
- Marinewerft Sasebo, Kaiserlich Japanische Marine
- Marinewerft Yokosuka, Kaiserlich Japanische Marine
- Washington Navy Yard, US-amerikanische Marine
- Naval Station Norfolk, US-amerikanische Marine
- Marinewerft Istanbul, Türkische Marine
- Marinewerft Gölcük, Türkische Marine
- Pearl Harbor Naval Shipyard, US-amerikanische Marine